# حور مبيض
حور مبيض (الاسم العلمي: Populus candicans) هو نوع هجين من النباتات يتبع جنس الحور من الفصيلة الصفصافية.